# Bathyraja brachyurops
Bathyraja brachyurops är en rockeart som först beskrevs av Fowler 1910.  Bathyraja brachyurops ingår i släktet Bathyraja och familjen egentliga rockor. IUCN kategoriserar arten globalt som livskraftig. Inga underarter finns listade.